# Ираки (село)
Ираки (дарг. Иракьи) — село в Дахадаевском районе Дагестана, в 14 км к востоку от села Уркарах. Входит в состав Дибгашинского сельсовета.

## География
Село расположено в бассейне р. Артузен, во Внутригорном Дагестане.

## История
Село было частью даргинского общества Муйра.
Часть жителей в 1970-х гг. переселилась в с. Чинар Дербентского района.
Завершается строительство туристического объекта Ираки-Плаза.

## Население
| 1895 | 1926 | 1939 | 1970 | 1989 | 2002 | 2010 |
| ---- | ---- | ---- | ---- | ---- | ---- | ---- |
| 299  | ↘251 | ↗318 | ↘308 | ↗363 | ↗373 | ↗391 |
| 2021 |      |      |      |      |      |      |
| ↗455 |      |      |      |      |      |      |

Даргинское село.

## Люди, связанные с селом
- Руслан Ибиев (род. в 1971 г.) — генерал-лейтенант юстиции (13.06.2014)[9][10], руководитель следственного управления СК РФ по Уральскому федеральному округу[11][12][13][14][15][16].